# Les Bidochon
Cet article concerne la bande dessinée. Pour le groupe parodiste, voir Les Bidochons. Pour le film, voir Les Bidochon (film).
Les Bidochon est une série de bandes dessinées française créée par Binet, qui réalise scénario et dessin depuis le début.

## Historique
Les personnages de la saga apparaissent pour la première fois comme personnages secondaires dans le no 11 du magazine Fluide glacial, en 1977, avant de devenir des héros à part entière l'année suivante.
La série actuelle a été publiée à partir de 1979 dans Fluide glacial. Elle trace le portrait satirique de Robert et Raymonde Bidochon, un couple de Français moyens d'une cinquantaine d'années dont le quotidien est fait de petits travers et influencé par la société de consommation.
Dans leurs premières aventures, le couple Bidochon recueille un chien intellectuel, Kador, qui est le héros d'une série précédente du même auteur, en quatre volumes chez AUDIE.
La série est entièrement en noir et blanc, sauf la couverture. Dans le premier album l'auteur est particulièrement minimaliste (et pratique le second degré) dans les décors puisque, fatigué de les dessiner, il note simplement le nom de l'objet devant être représenté.

## Personnages
- Robert Eugène Louis Bidochon : le héros. Fainéant, colérique, « pleutre, lâche, vaniteux et borné » selon son père, Robert est un être immonde et indélicat qui impose ses règles à Raymonde et est l'archétype du Français moyen. Il est bête mais peut avoir quelquefois des éclairs de génie. Comme montré dans l'album La vie de mariage, il est très attaché à sa routine et à son confort. Il porte continuellement un béret et une paire de bretelles. On apprend dans le tome 1 qu'il est stérile, ce qui empêchera le couple d'être parents, au grand désespoir de Raymonde (pour la consoler, Robert adoptera Kador).
- Raymonde Jeanne Martine Bidochon (née Galopin) : l'héroïne. Elle est la personne sensée du couple. Elle trouve sa vie ennuyeuse et aimerait que Robert soit un peu plus aventureux. Mais elle est aussi très naïve et Robert réussit toujours à lui prouver qu'il a raison. Elle est assez timide mais montre parfois du courage (notamment dans l'album Maison, sucrée maison). Elle cherche souvent à plaire à son mari par des jeux coquins ou un effort vestimentaire... ce qui se couronne rarement de succès. Elle porte toujours une petite robe noire et un tablier.
- Gisèle : une amie de Raymonde et sa témoin de mariage. Elle n'apprécie pas beaucoup Robert, notamment pour son manque d'ouverture d'esprit. Elle est en couple avec René et, au contraire des Bidochon, ils sont très modernes et affectueux l'un envers l'autre.
- René : un ami de Robert et son témoin de mariage. C'est un homme actif et travailleur, tout le contraire de Robert. René semble avoir une relation de couple avec Gisèle quasiment parfaite, contrairement à Robert et Raymonde. Ils leur conseillent souvent des nouvelles tendances, comme par exemple l'utilisation d'Internet (Internautes), les téléphones portables (Usent le forfait), la cuisine macrobiotique (Des instants inoubliables), l'écologie (Sauvent la planète)...
- Rose Bidochon : mère de Robert. Manipulatrice, hyper-protectrice, menteuse, odieuse, la mère de Robert exerce un effet néfaste sur son fils qui se comporte comme un enfant lorsqu'elle a un accident. Raymonde et la mère de Robert sont sans cesse en conflit.
- Le père Bidochon : père de Robert et mari de Rose, il n'apprécie ni sa femme (qui est méprisante avec lui), ni son fils (qu'il qualifie de « sacré con »). Il meurt d'hémiplégie dans le tome 1. Il était passionné de sculptures sur légumes et s'entendait bien avec Raymonde, la seule qui soit venue le voir à l'hôpital et qui lui accordait un peu d'attention.

## Albums
1. Roman d'amour (1980)
2. En vacances (1981)

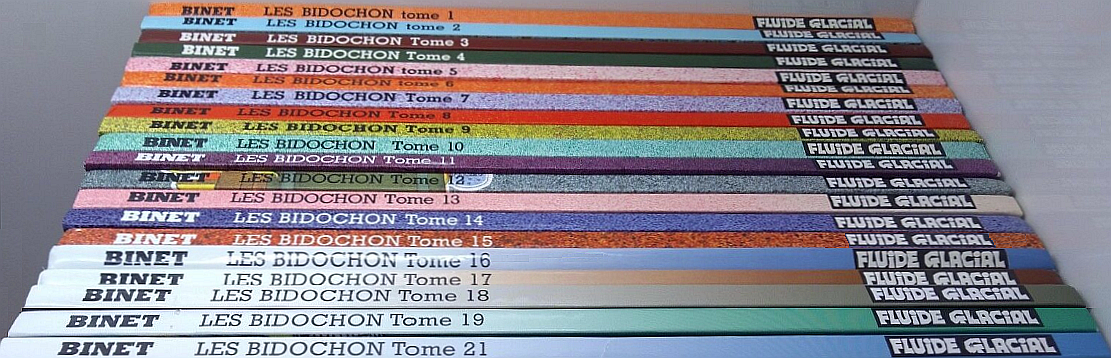
La collection des Bidochon.

3. En habitation à loyer modéré (1982)
4. Maison, sucrée maison (1983)
5. Ragots intimes (1983)
6. En voyage organisé (1984)
7. Assujettis sociaux (1985)
8. Vent du soir (1986)
9. Les fous sont lâchés (1987)
10. Usagers de la route (1988)
11. Matin, midi et soir suivi de matin, midi et soir (1989)
12. Téléspectateurs (1991)
13. La Vie de mariage (1993)
14. Des instants inoubliables (1995)
15. Bidochon mère (môman) (1997)
16. Toniques (1999)
17. Usent le forfait (2000)
18. Voient tout, savent tout (2002)
19. Internautes (2008) - (Sélection officielle du Festival d'Angoulême 2009)
20. N'arrêtent pas le progrès (2010)
21. Sauvent la planète (2012)
22. Relancent leur couple (2019)

Hors-série
- Les Bidochon se donnent en spectacle : préface de Marcel Gotlib, texte de la pièce de théâtre de 1989, avec Ça commence il y a 10 ans (BD inédite) et des photos familiales (J'ai Lu BD, 1990)
- Pensées de chevet : une pensée à méditer par semaine, dans un livret de cuir marron sous cartonnage (2002)
- Les Bidochon ont 25 ans (2005)
- Casting Bidochon : hommage par les dessinateurs de Fluide, préface de Gotlib (2007)
- Il était une fois les Bidochon : 40 ans de bonheur absolu (album collectif) (2016)
- Un jour au Musée avec les Bidochon (en collaboration avec Patrick Rammade et Pierre Lacôte) :
  - Un jour au Musée avec les Bidochon, Tome 1 (2013)
  - Un 2e jour au Musée avec les Bidochon (2014)
  - Un 3e jour au Musée avec les Bidochon (2015)
  - Un 4e jour au Musée avec les Bidochon (2016)
  - Un 5e jour au Musée avec les Bidochon (2017)
  - Un 6e jour au Musée avec les Bidochon (2019)
  - Un jour au Concert avec les Bidochon (2018)

Courtes histoires et apparitions
- 1978 : Marthe et Richard (Histoires ordinaires, dans Fluide glacial n°26), qui ne donna lieu à aucune suite.
- 1982 : Superdupont au cinéma (hommage à Superdupont)
- 1983 : Hergé ou de Gaulle ? (hommage à Hergé)
- 1986 : apparition de Kador et de Robert dans un sketch de La bataille navale ou Gai-Luron en slip, créé en collaboration avec Gotlib

## Dédicaces
La dernière page de chaque album comporte une dédicace de Christian Binet. Elle se compose de trois parties : 
- « Cet album est dédicacé à (...) »
- « Cet album n'est pas dédicacé à (...) »
- « D'une façon générale cet album est dédicacé à (...) avec qui mes rapports furent aussi divers qu'enrichissants ».

## Adaptations
- Binet a contribué à la réalisation d'un 45 tours de Hubert Pembroke en 1984, avec le morceau Les Bidochon et Kador et un dessin inédit au 1er plat.
- Un clip pour la chanson Le Youki de Richard Gotainer a aussi vu le jour en 1987, reprenant en dessin animé les Bidochon et Kador. L'animation a été faite par Les Cartooneurs Associés et le clip réalisé par Stéphane Bernasconi.
- Les Bidochon a donné lieu à une pièce de théâtre, Les Bidochon - Histoire d'Amour en 1989, avec Line Michel et Claude Lemaire dans les rôles titres. Le texte de la pièce a été édité sous le titre Les Bidochon se donnent en spectacle aux éditions J'ai lu BD en 1990. La même année, l'adaptation de la pièce a également été éditée, en VHS, chez BMG. La pièce a par la suite été reprise en 2006-2007 à travers la France, cette fois avec Vincent Ross et Françoise Royes, sous le titre simplifié Les Bidochon, puis de 2017 à 2020 (notamment au Off d'Avignon) par Geneviève Nègre et Yannick Leclerc
- En 2008, le théâtre des 2 Ânes propose une nouvelle adaptation de la série sur scène avec Jean-Luc Borras et Marie Borowski[1].
- La série de bande dessinée a aussi été adaptée au cinéma : Les Bidochon est sorti en 1996, par Serge Korber, avec Jean-François Stévenin (Robert), Anémone (Raymonde), Jean-Pierre Cassel, Richard Darbois, Annie Girardot, Élie Semoun, Arthur, etc. (édité en VHS chez M6 vidéo la même année).

## Autour des Bidochon
- Les Bidochons (avec un « s » final) est un groupe de rock parodique, dont le nom est inspiré de la bande dessinée. Certaines pochettes de leurs albums ont été créées par Binet lui-même.
- Une famille française nommée Bidochon, affirmant avoir été voisine de Christian Binet dans le village de Saclas et dont l'un des membres aurait été son chef scout[2], a intenté un procès à l'auteur en 1995, estimant avoir été lésée par l'homonymie. Elle a été déboutée en 1998[1], au motif qu'elle avait attendu de nombreuses années avant de se manifester et que le tort supposé n'était donc pas si insupportable.
- Le terme « bidochon » est parfois utilisé pour désigner une personne présentant les mêmes caractéristiques que Robert, à savoir un bon « Français moyen », ou un couple de « Français moyens » un peu caricaturaux, et donc semblables aux Bidochon. À ce titre, « bidochon » peut être perçu comme une insulte[réf. souhaitée].

## Récompenses
- 1978 : Prix du meilleur espoir du festival d'Angoulême pour cette série
- 1982 : Prix RTL de la BD pour cette série (à l'occasion de la sortie des Bidochon en habitation à loyer modéré)
- 2001 : Prix public du meilleur album à Angoulême pour le tome 17 de la série

## Publication

### Périodiques
Prépublication dans le magazine Fluide glacial

### Éditeurs
- AUDIE : tomes 1 à 19 (première édition des tomes 1 à 19)
- AUDIE : hors-série Les Bidochon ont 25 ans et Casting Bidochon.

## Pastiches et parodies
- 1986 : Les Pinochod, Roger Brunel, éd. Glénat
- 1991 : Les Maillochon, Aramis, éd. Le Flambeau
- 1999 : Les Baluchon, Dirick, éd. Pictoris studio